# Dakotornis cooperi
Dakotornis cooperi — викопний вид сивкоподібних птахів вимерлої родини Graculavidae. Скам'янілі рештки виду знайдені у відкладеннях болотних сланців формування Бейлон Крік у штаті Північна Дакота у США. Скам'янілості датуються раннім палеоценом (61,7 — 56,8 млн років тому). Описаний по голотипу SMM P74.24.106, що складається з повної правої плечової кістки.